# Berenika Kohoutová
Berenika Kubín Kohoutová  (dříve vdaná Čecháková, * 15. února 1991 Praha) je česká herečka, zpěvačka, blogerka a spisovatelka.

## Život
Narodila se v Praze spisovatelce Ireně Obermannové a hudebníku Danielu Kohoutovi jako jejich druhá dcera po starší sestře Rozálii, která je českou režisérkou a dokumentaristkou. Její babička, spisovatelka Anna Žídková má židovské předky. Její rodiče jsou rozvedení.
Po vystudování Gymnázia Jana Nerudy s hudebním zaměřením, kde byla na oboru klasický zpěv, studovala herectví na Pražské konzervatoři.
Od pěti let byla členkou Bambini di Praga, v sedmi letech přešla do Dismanova rozhlasového souboru, odkud její kroky vedly k umělecké skupině OLDstars. Od dětských let hraje v divadle, v roce 2007 debutovala před kamerou v televizní pohádce Tři srdce jako princezna Jasna. Ve stejném roce také vyhrála soutěž v klasickém zpěvu Jarmily Novotné.
Dne 1. května 2016 se provdala za filmového producenta Pavla Čecháka, který je o 16 let starší a je bývalým manželem herečky Tatiany Vilhelmové. Kohoutová přijala i jeho příjmení a starala se s ním o dva syny z předchozího manželství. Pár se ale brzy rozešel a v říjnu 2018 oficiálně rozvedl. V září 2019 oznámila, že čeká s přítelem dítě. Dne 14. února 2020 se jí narodila dcera Lola. Dne 24. září 2024 se jí narodila druhá dcera Aloisie.

## Kariéra

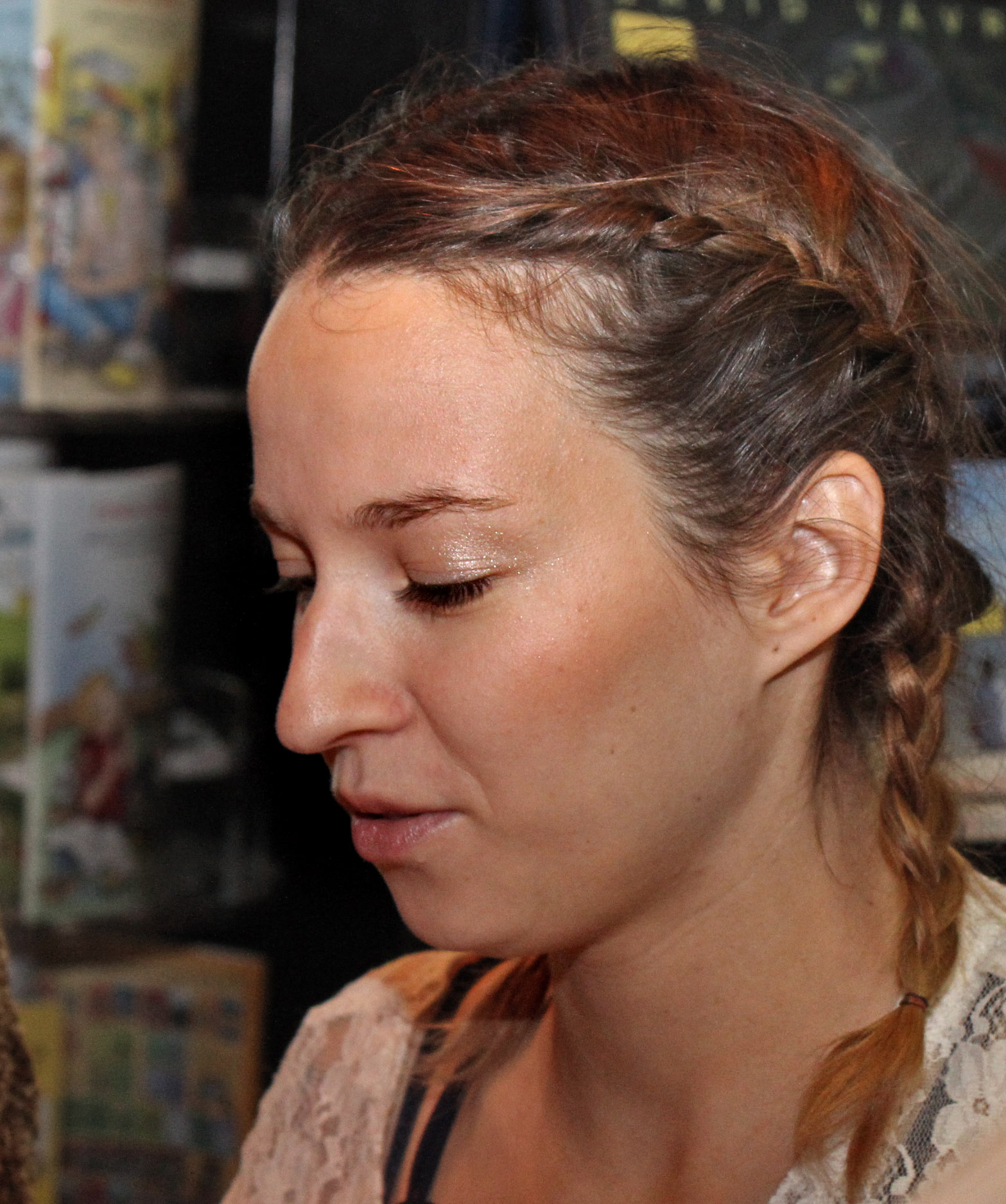
Berenika Kohoutová, 2016

V letech 2008 až 2010 zpívala ve skupině DiscoBalls, s tou zabodovala hlavně v roce 2009, kdy byla skupina nominovaná na ceny Anděl. V roce 2011 se zaměřila na svůj vlastní hudební projekt nazvaný Femme Plastique, na kterém se podílel mimo jiné i Emil Viklický. V roce 2013 pak vydala právě s Viklickým a dalšími hosty desku Berenika Meets Jazz.
Českým divákům se do paměti vryla hlavně díky epizodě Tatínkova holčička ze seriálu Soukromé pasti, kde si v roce 2008 zahrála hlavní roli znásilněné Veroniky po boku Miroslava Etzlera. Na filmové plátno se poprvé dostala v roce 2011 v komedii Muži v naději a o rok později znovu ve snímku Můj vysvlečenej deník.
Se svou kamarádkou a herečkou Marikou Šoposkou psala od roku 2014 blog Sedmilhářky vycházející na webové stránce sedmilharky.cz V roce 2016 jim zápisky z blogu vyšly i knižně v nakladatelství Grada pod stejnojmenným názvem.
V roce 2015 se stala jednou z tváří Jsme v tom společně, kampaně iniciativy HateFree Culture, za kterou stojí její matka.
Od roku 2017 hraje v lékařském seriálu Primy Modrý kód jednu z hlavních roli, a to MUDr. Zoju Višněvskou. Ve stejném roce ji také Česká televize obsadila do jedné z hlavních rolích v sitcomu Trapný padesátky.
V srpnu 2017 bylo odtajněno, že Berenika Kohoutová je mezi osmi soutěžícími ve 4. řadě televizní soutěže Tvoje tvář má známý hlas. Soutěž běžela od září až do listopadu téhož roku. Za celý průběh soutěže Kohoutová vyhrála během 4 ze 12 večerů a nakonec se stala celkovou vítězkou této série. Ze známých celebrit během této řady ztvárnila například Stevieho Wondera, Katy Perry, Fergie či Charlieho Chaplina. V rozhovorech po skončení soutěže prozradila, že pro ni byla psychicky náročná kvůli probíhajícímu rozvodu.
V roce 2023 si zahrála v 2 sériích televizního pořadu Jedna rodina vysílaného na TV Nova a Oneplay.

## Filmografie

### Film
| Rok  | Název                        | Role              | Poznámka                                        |
| ---- | ---------------------------- | ----------------- | ----------------------------------------------- |
| 2011 | Muži v naději                | mladá Marta       |                                                 |
| 2012 | Můj vysvlečenej deník        | Kasandra          |                                                 |
| 2013 | Nepravděpodobná romance      | Luisa             |                                                 |
| 2013 | 6 minut                      | žena              | studentský film                                 |
| 2014 | Fair Play                    | Anna (pouze hlas) | namluvila v post-synchronu postavu Judit Bárdos |
| 2015 | Cesta do Říma                | Zrzka             |                                                 |
| 2018 | Nejlepší kamarádky           |                   | krátkometrážní film                             |
| 2019 | Román pro pokročilé          | recepční Nikola   |                                                 |
| 2021 | Prvok, Šampón, Tečka a Karel | těhotná v sitcomu |                                                 |
| 2021 | Moje slunce Mad              | Roshangol         | dabing                                          |
| 2022 | Řekni to psem                | Dita              |                                                 |
| 2023 | Klíč svatého Petra           | Emílie            |                                                 |

### Televize
| Rok       | Název                              | Role                    | Poznámka                                        |
| --------- | ---------------------------------- | ----------------------- | ----------------------------------------------- |
| 2007      | Tři srdce                          | princezna Jasna         | TV film                                         |
| 2008      | Soukromé pasti                     | Veronika                | 1 epizoda (Tatínkova holčička)                  |
| 2009      | Rytmus v patách                    | Marcela Razumowská      | TV film                                         |
| 2010–2018 | Ordinace v růžové zahradě 2        | Denisa Vlachová         | 3 epizody                                       |
| 2011      | Santiniho jazyk                    | recepční                | TV film                                         |
| 2011–2013 | Terapie                            | Klára Poštová           | 7 epizod                                        |
| 2012      | Zdivočelá země                     |                         | 1 epizoda (4x13)                                |
| 2012      | Život je ples                      | Linda Řípová            | 16 epizod                                       |
| 2013      | PanMáma                            | Marie Beranová          | 15 epizod                                       |
| 2013–2016 | Ulice                              | Markéta Havránková      | 69 epizod                                       |
| 2014      | Kriminálka Anděl                   |                         | 1 epizoda (Únos)                                |
| 2015      | Místo zločinu Plzeň                | kapitánka Mirka Ondrová | 6 epizod                                        |
| 2017      | Svět pod hlavou                    | zdravotnice             | 1 epizoda (Mrtvý muž)                           |
| 2017      | Trapný padesátky                   | Klotylda                | 12 epizod                                       |
| 2017      | Tvoje tvář má známý hlas           | soutěžící               | 12 epizod                                       |
| 2017      | Modrý kód                          | MUDr. Zoja Višněvská    | 30 epizod                                       |
| 2018      | Dabing Street                      | účastnice castingu      | 3 epizody                                       |
| 2018      | Hotel Hvězdář                      | recepční                | televizní pořad                                 |
| 2019      | Marie Terezie II                   | madame Pompadour        | televizní minisérie                             |
| 2020      | Olo show                           |                         | internetový seriál, díl: „Aký som bol?“         |
| 2020      | Republika Blaník                   | ona sama                | internetový seriál, díl: „Láska, virus, naděje“ |
| 2021      | Tvoje tvář má známý hlas: Šampioni | soutěžící               |                                                 |
| 2022      | Pan Profesor                       | nová angličtinářka      |                                                 |
| 2022      | Hořký svět                         | Veronika Berková        |                                                 |
| 2023      | Jedna rodina                       | Norika                  |                                                 |

## Divadlo
| Rok       | Divadlo                 | Název                                      | Role           | Poznámka                            |
| --------- | ----------------------- | ------------------------------------------ | -------------- | ----------------------------------- |
| 2008      | OLDStars                | Slyšet hlasy                               |                |                                     |
| 2010      | OLDStars                | Noc na Karlštejně revival - scénické čtení |                |                                     |
| 2010–2018 | Studio DVA              | Hello, Dolly!                              | Minnie Fay     |                                     |
| 2012–     | Divadlo Viola           | Století hitů                               | účinkující     |                                     |
| 2013–2016 | Studio DVA              | Hlava v písku                              |                | pouze ve filmové dotáčce            |
| 2016–     | Studio DVA              | Šíleně smutná princezna                    | princezna      | , v alternaci s Vendulou Příhodovou |
| 2016–     | Studio DVA              | 4 sestry                                   | Bibi           |                                     |
| 2017–     | A studio Rubín          | Moje malá úchylka                          | Hanka          | alternace s Hanou Vagnerovou        |
| 2018–     | Studio DVA              | Brouk v hlavě                              | Yveta          | alternace se Zuzanou Stavnou        |
| 2019–     | Studio DVA              | Saxana                                     | Saxana         | alternace s Vendulou Příhodovou     |
| 2019–     | Studio DVA              | Starci na chmelu                           | Hanka          | alternace s Petrou Koskovou         |
| 2022–     | Letní scéna Musea Kampa | Marta                                      | Marta Kubišová | alternace s Hanou Holišovou         |

### Rozhlasové inscenace
- Vlčí ukolébavka, 2001 – Líza Gaelová
- Děvčátko Momo a ztracený čas

### Audioknihy
- Irena Obermannová: Matky to chtěj taky, 2009

## Nahrávky
- DiscoBalls: DiscoVery Channel, 2008
- Rytmus v patách, soundtrack k televiznímu filmu, 2010
- Berenika Meets Jazz, 2013[20]
- Femme Plastique (singly Děvka, Frnda, Lásko), 2011
- Holka roku, 2019